# Capelleta de Sant Miquel
La Capelleta de Sant Miquel és una obra de la Ràpita (Montsià) protegida com a Bé Cultural d'Interès Local.

## Descripció
Fornícula emmarcada amb motllura doble de fusta amb forma d'arc rebaixat. Semicircular, l'interior està pintat de verd. Es troba al parament d'una façana de dos pisos afonada respecte el nivell actual del carrer i és entre els dos balcons del primer pis. La figura, en guix policromat, representa l'arcàngel alçant l'espassa sobre el dimoni i el trepitja amb el peu esquerre.